# 东安门大街
39°54′55″N 116°24′32″E / 39.9153508°N 116.4089647°E
东安门大街是位于中国北京市东城区西部的一条大街。

## 简介

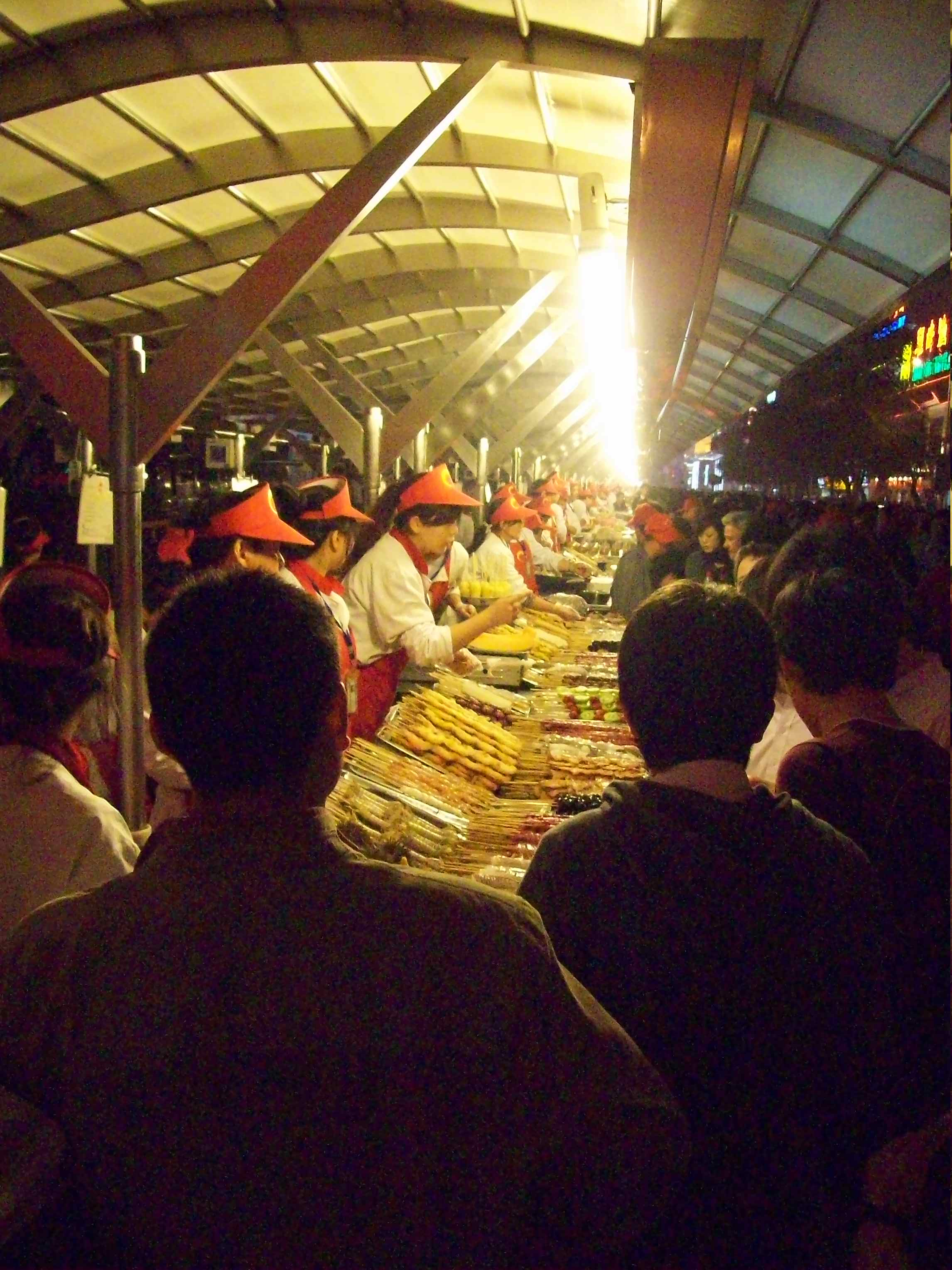
东安门大街上的东华门夜市

东安门大街东起金鱼胡同西口，西到东华门大街东端的东安门。因位于北京皇城的东门东安门外而得名。东安门大街，明朝时为内市的所在地。内市是皇宫内廷开设的集市，为王公、勋戚、宦官、大臣活动之所。每月初四、十四、二十四开市，各门俱开，陈列器物以贸易。宋起凤《稗说》载：贸易之物，“凡三代周秦古法物，金玉铜窟诸器，以至金玉珠宝犀象锦绣服用，无不毕具，列驰道两旁。大小中涓与外家勋臣家，时时遗人购买之……凡归家器物外间不得售者，则鬻诸内市，无不得厚值去。盖六宫诸妃位下，不时多有购觅，不敢数向御前请，亦不便屡下旨于外衙门动用，故各遣穿宫内侍出货焉。”
中华民国时期，沿称“东安门大街”。1965年整顿地名时，将小黄庄、老虎洞并入。

## 东华门夜市
东安门大街每天夜间有“东华门夜市”，创始于1984年。东华门夜市位于东安门大街北侧，东起东安门大街东口，西到东安门大街西口，与王府井大街和故宫东华门毗邻。东华门夜市初期是经营服装、日用百货和风味小吃的综合市场，20世纪90年代后经营品种开始逐渐向各色小吃转移，至90年代末期，东华门夜市已成为全国各地美食小吃的集散地，是北京知名的旅游点，王府井大街小吃业的龙头。
2000年王府井小吃街成立，与东华门夜市形成了竞争关系。为配合整体环境，2000年，东城区人民政府斥资将东华门夜市更新改造为东华门美食坊夜市。后经2008年和2013的两次升级改造，东华门夜市成为北京唯一一家经政府批准保留下来的露天占路餐饮市场。
因卫生环境差，影响故宫与王府井之间道路通行等原因，东华门夜市在2016年6月24日营业结束之后永久闭市。夜市关闭后，东城区相关部门在原址启动道路设施改造工程，恢复道路功能。改造后的东华门大街，街道两侧的商户门脸统一装修成中国古典风格，体现故宫周边的皇城范儿。

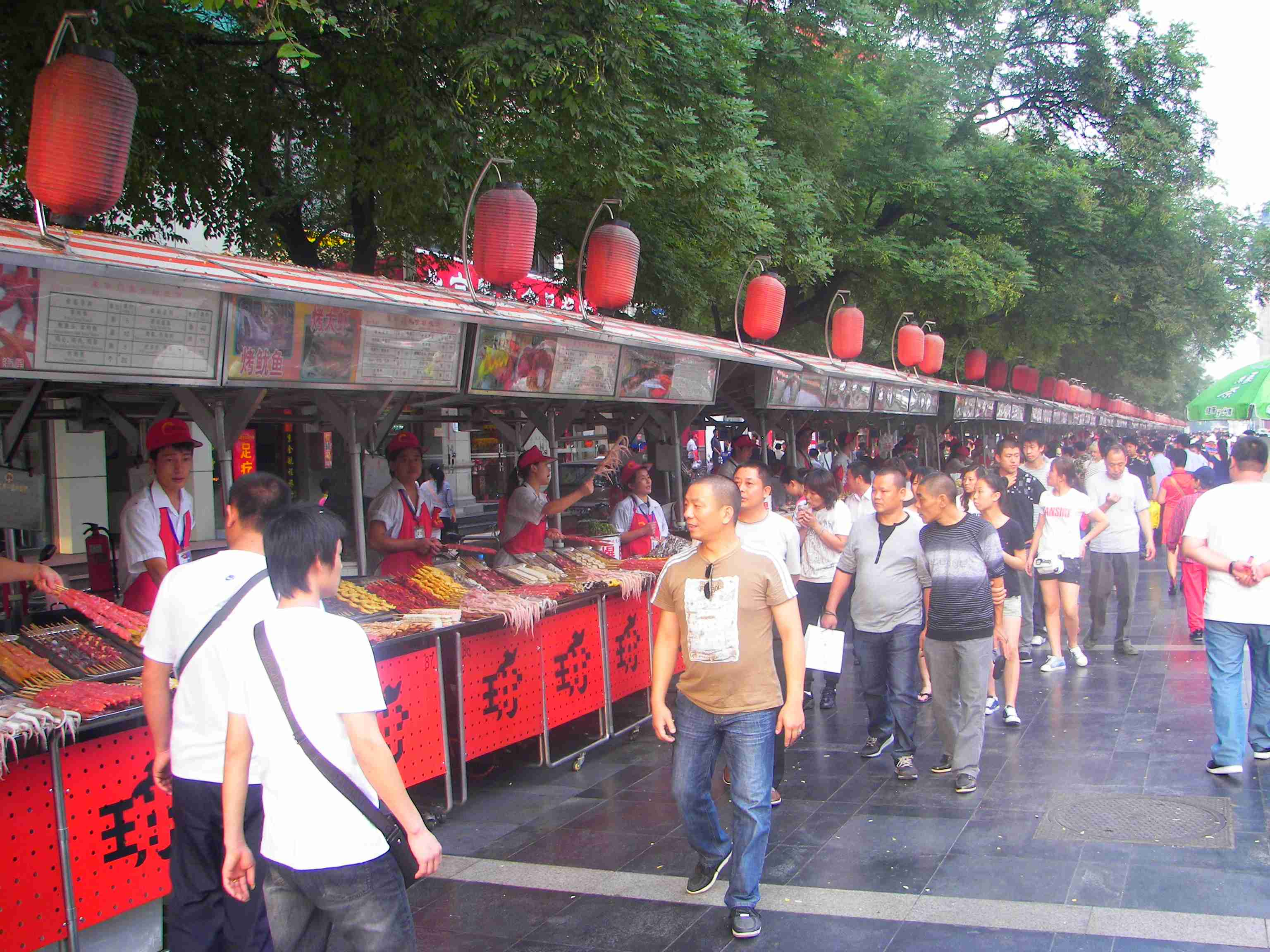
东华门夜市
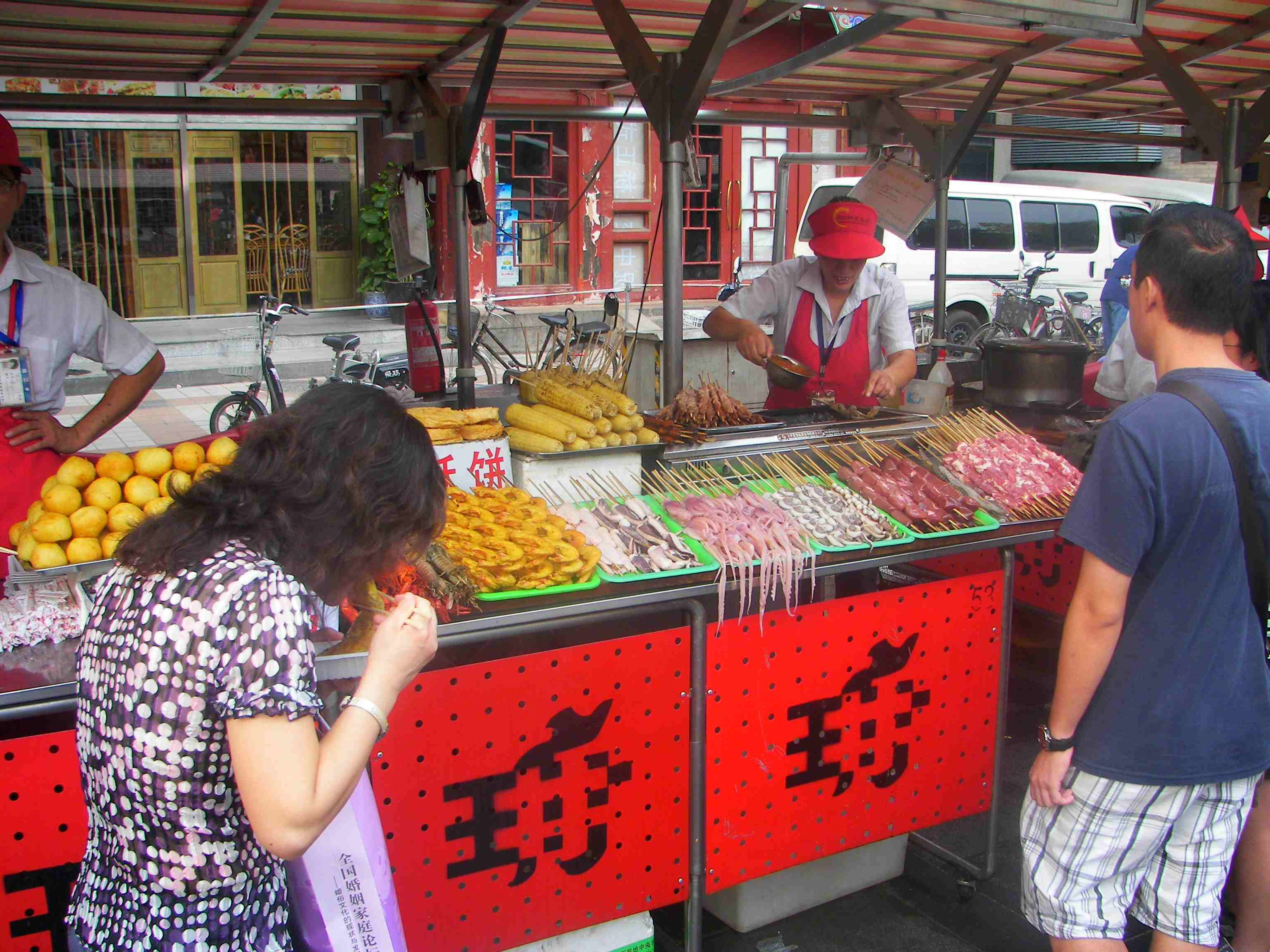
东华门夜市
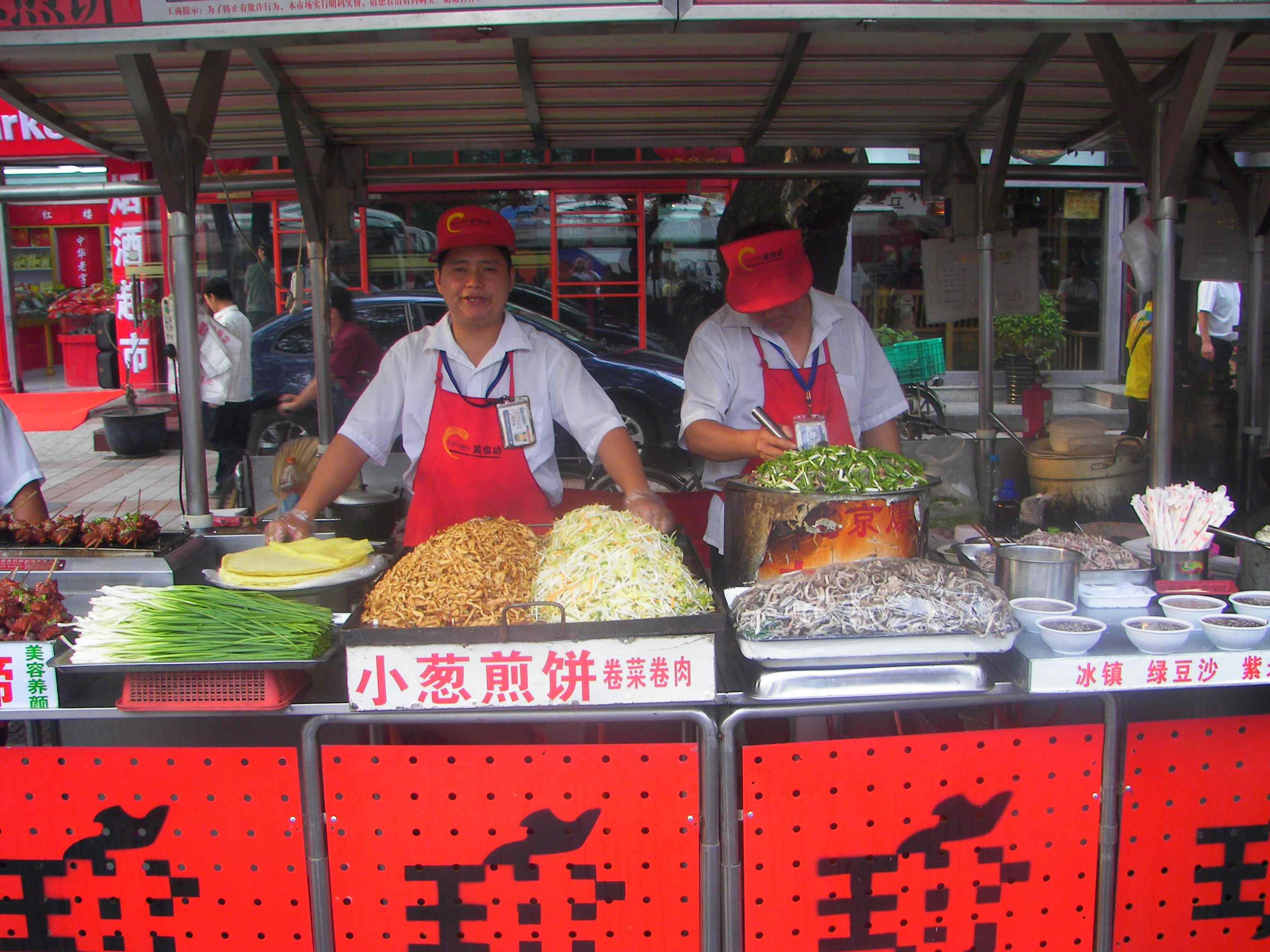
东华门夜市
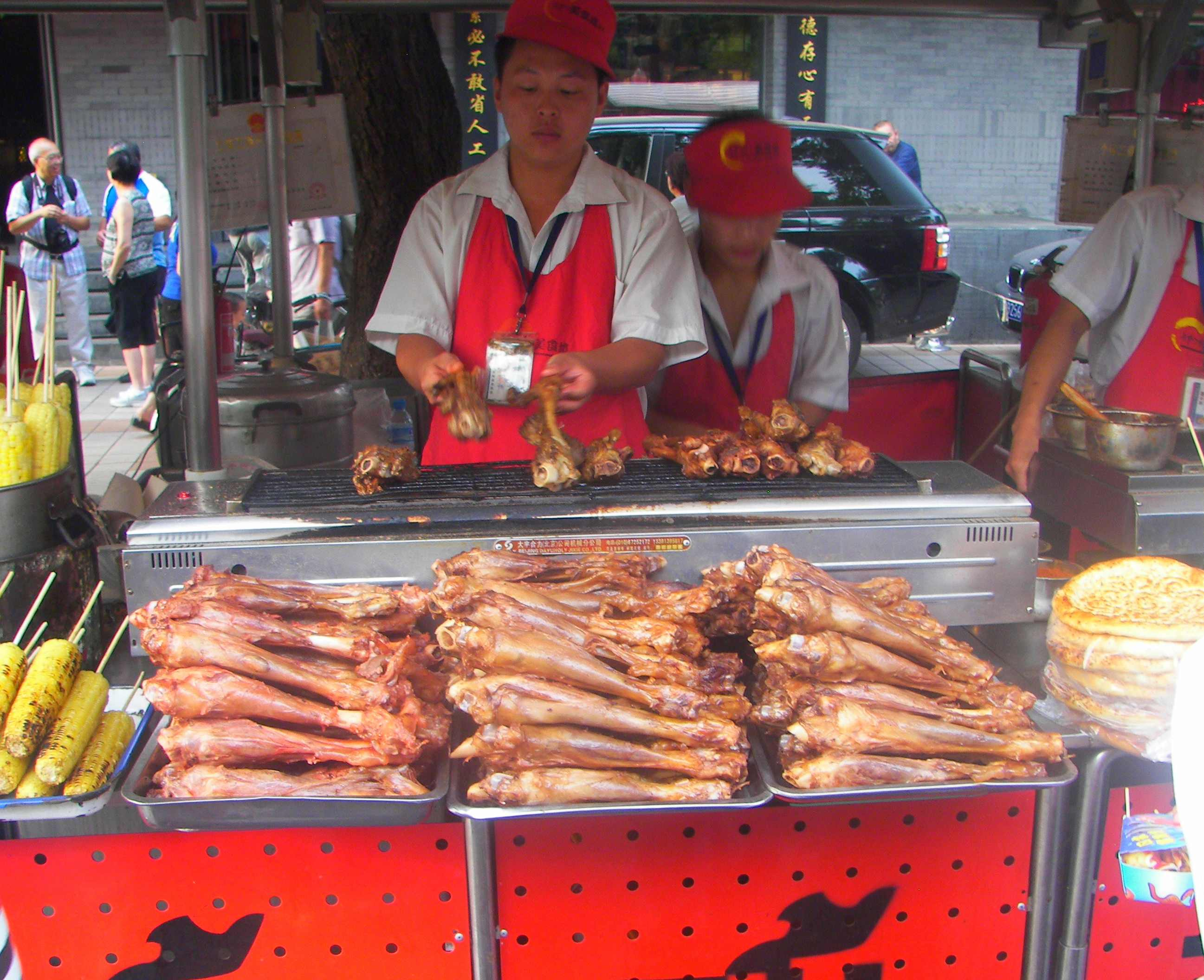
东华门夜市
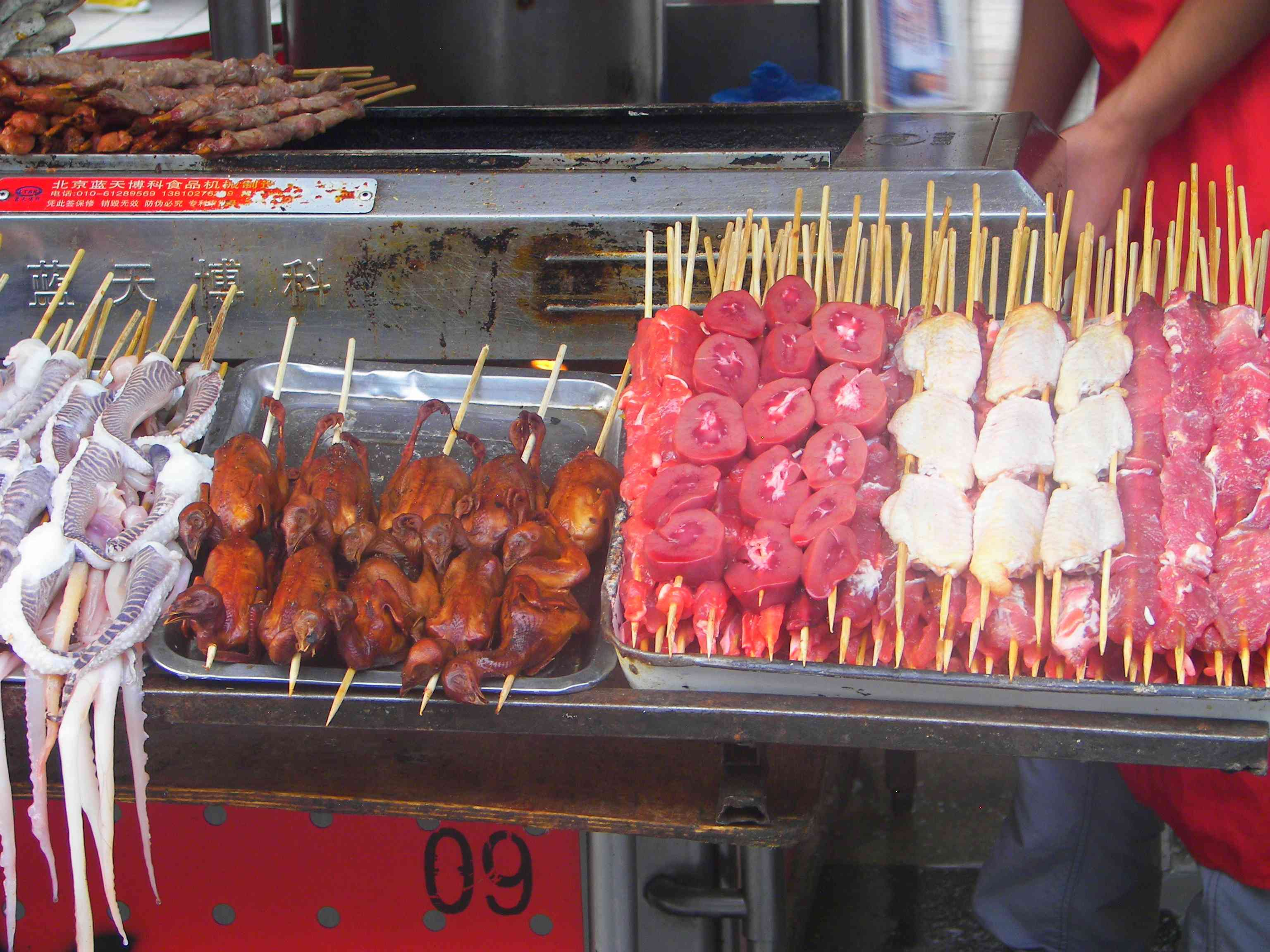
东华门夜市
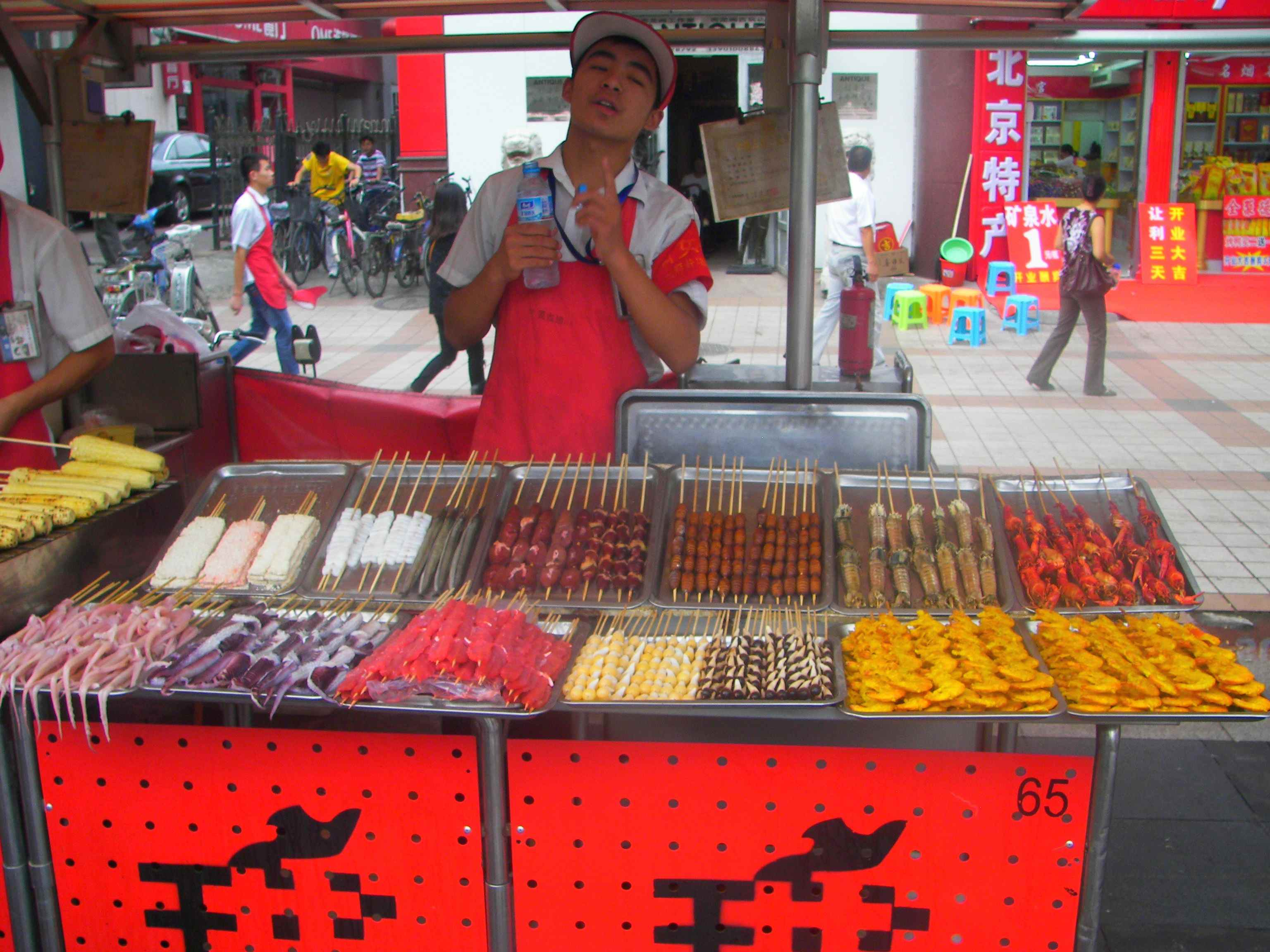
东华门夜市
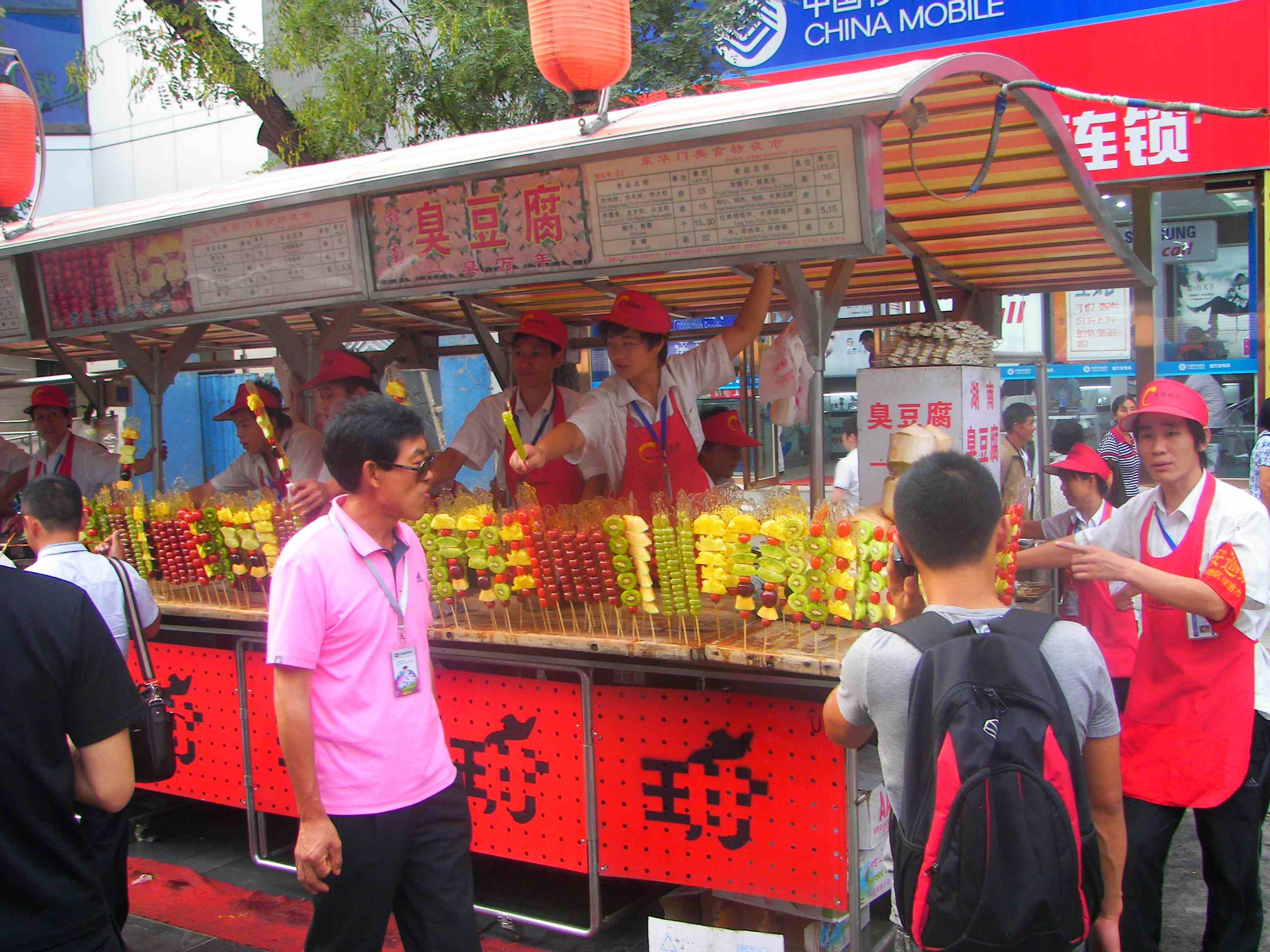
东华门夜市
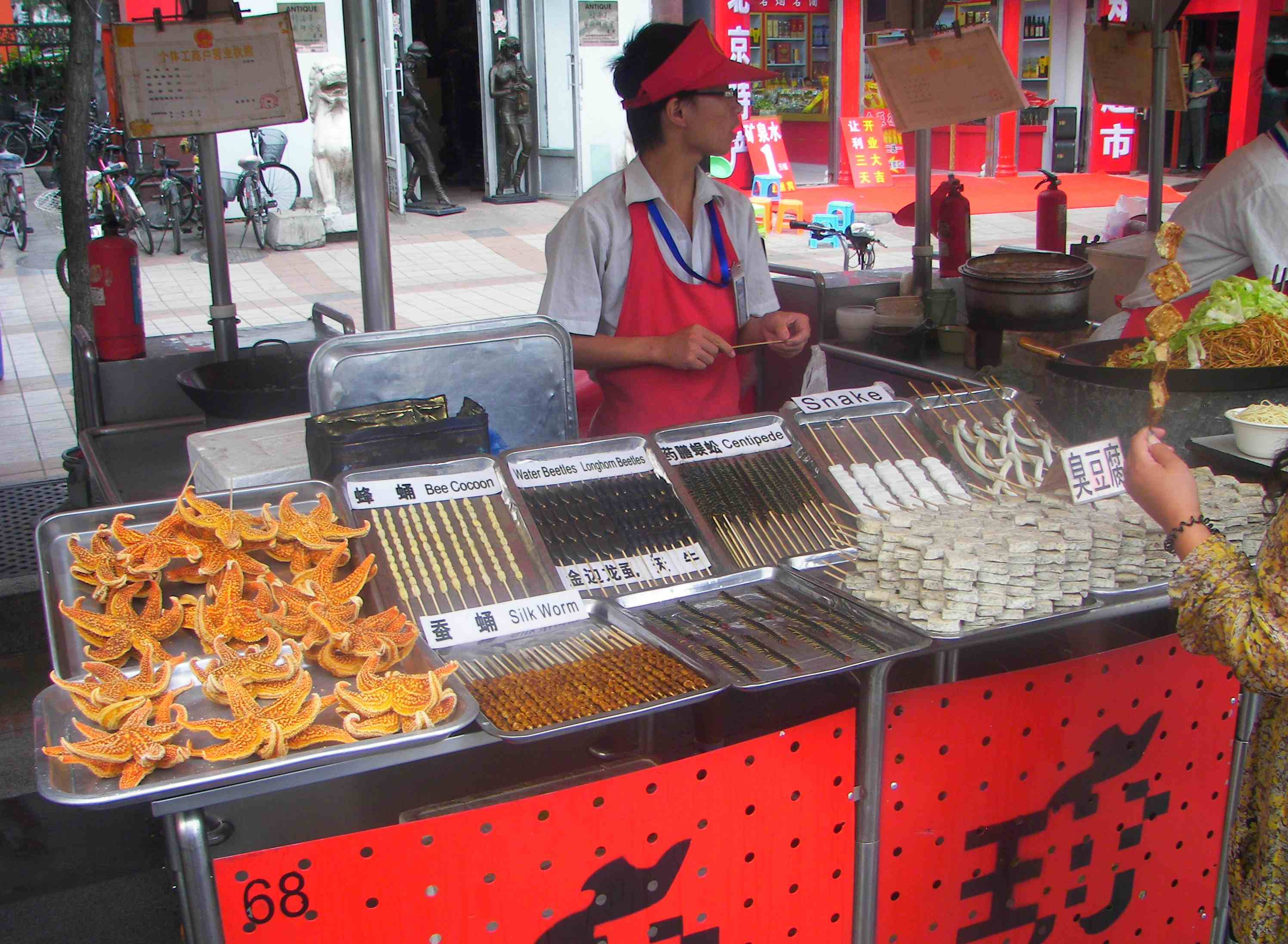
东华门夜市